# 岡本健一
岡本健一（日语：／ Okamoto Kenichi，1969年5月21日—）為出身於日本的男性偶像、演員、歌手及搖滾音樂家，已解散的日本偶像團體男斗呼組的成員。身高170公分，體重54公斤。經紀公司為傑尼斯事務所。兒子為同屬傑尼斯事務所，前Hey! Say! JUMP成員岡本圭人。

## 生平
岡本健一於1984年進入傑尼斯事務所。1985年首次演出TBS電視台連續劇“男孩13歲”。同年與前田耕陽、高橋一也、成田昭次組成男斗呼組。在隊內擔任主唱暨節奏結他手，並曾在不屬於傑尼斯事務所的樂隊ADDICT OF THE TRIP MINDS擔當主唱及結他手。期間演出多部舞台劇。直至1993年，男闘呼組解散。90年代末起他便將舞台移至演藝事業，以演員身份出演不同舞台劇跟電視劇，不過重心還是放在舞台劇上。2021年8月31日，健一與兒子圭人父子檔合作主演舞台劇“Le Fils 兒子”正式上演。2021年10月31日，健一在傑尼斯事務所的獨家合約正式約滿。並在11月1日簽訂代理合約。

## 荣誉

### 日本勋章奖章
- 紫绶褒章（2022年4月29日公布[3]）

## 外部鏈接
- 個人簡介 （页面存档备份，存于）
- 岡本健一的Instagram帳戶